# 岡本直也 (1996年生の投手)
岡本 直也（おかもと なおや、1996年10月30日 - ）は、千葉県千葉市稲毛区出身のプロ野球選手（投手）、野球指導者。左投左打。NPBでは育成選手であった。

## 経歴

### プロ入りまで
千葉市立千草台小学校3年生の時に野球を始め、千葉市立千草台中学校では平日は部活動でバドミントン部に所属し、土日は千葉東シニアで硬式野球をプレー。
千葉経済大学附属高等学校では2年秋の千葉県大会で準優勝し、関東大会に出場。3年夏の千葉県大会はベスト16だった。
高校卒業後は、東京農業大学生物産業学部（キャンパスは北海道網走市）へ進学。1年生の春から北海道学生野球リーグの公式戦に出場し通算12勝。3年春には最優秀防御率などの活躍。全国大会には全日本大学野球選手権大会に3度出場を果たす。3年先輩に井口和朋、1年先輩に周東佑京、同学年にアドゥワ大がいる。
2018年10月25日に行われたドラフト会議で福岡ソフトバンクホークスから育成ドラフト2位指名を受け、支度金300万円、年俸400万円（金額は推定）で契約に合意した。背番号は133。

### ソフトバンク時代

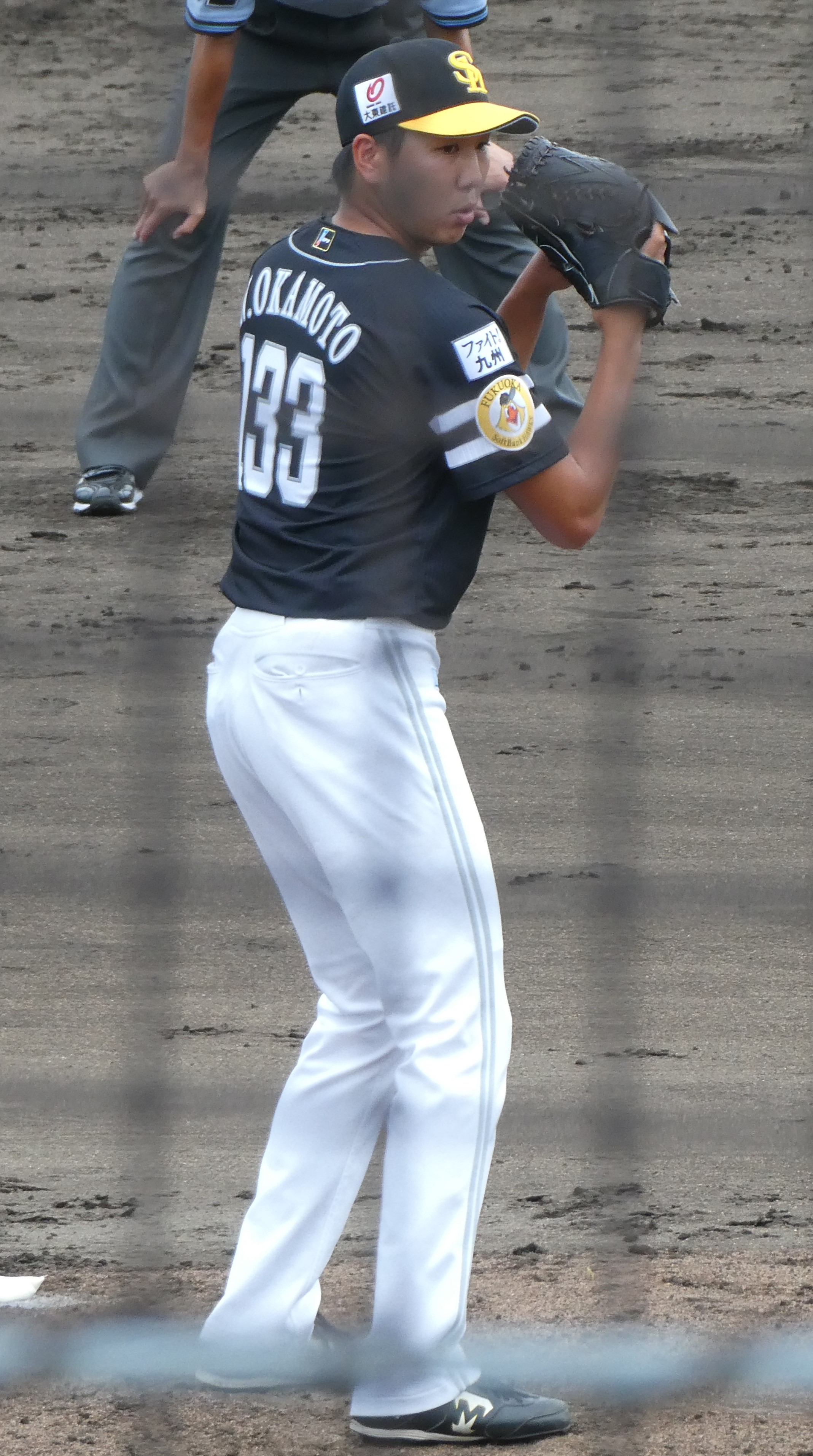
ソフトバンク時代
2022年7月16日杉本商事バファローズスタジアム舞洲

2019年は、二軍公式戦の登板はなかったが、三軍戦で31試合の登板で45回を投げ、3勝0敗、防御率1.00を記録する。
2020年は、肩の故障でシーズンの大半をリハビリに費やす。二軍公式戦の登板は無く、三軍戦においても2試合の登板にとどまった。
2021年は、シーズン当初は三軍戦で登板、好成績を残すも肩の故障が再発し5月以降は再びリハビリ組に。シーズン終盤に復帰するも二軍公式戦での登板は無く、三軍戦は11試合（35回1/3）に登板して、3勝0敗、防御率2.55という成績だった。育成選手として入団後3年が経過したため、規約により11月1日に自由契約選手として公示されたが、育成選手として再契約した。
2022年は、開幕後3月19日のオリックス・バファローズ戦で二軍公式戦デビュー。8・9回を無失点で救援すると9回裏味方が4点差を逆転しサヨナラ勝ち。デビュー戦で初勝利を記録。その後も2度の先発を含め21試合（34回2/3）に登板して4勝0敗、防御率1.56。三軍戦では20試合（20回2/3）で0勝0敗3セーブ。オフに育成選手として再契約した。
2023年は、二軍公式戦への出場はなく、三・四軍戦19試合（84回2/3）に主に先発として9勝3敗。10月5日に戦力外通告を受けた。その後11月4日、翌年からウエスタン・リーグに参加することが内定しているくふうハヤテベンチャーズ静岡（当時は正式球団名未発表、仮名称ハヤテ223）のトライアウト、11月15日に12球団合同トライアウトに参加。

### 千葉スカイセイラーズ時代
2023年12月28日、千葉スカイセイラーズはコーチ兼任選手として岡本が入団することを球団公式X（旧Twitter）で発表した。背番号は0。
2024年4月20日の試合に先発し、6回2失点で勝利投手となる。その後も主に先発として5勝を挙げた。

## 選手としての特徴
ドラフト指名時のソフトバンクウェブサイトでは「MAX144km。多彩な変化球を巧みに操り緩急の上手い頭脳派左腕。柔らかな腕の振りで球速以上にキレのあるストレートも魅力」という寸評が記載された。

## 詳細情報

### 年度別投手成績
- 一軍公式戦出場なし

### 背番号
- 133（2019年[4] - 2023年）
- 0（2024年[15] - ）

### 登場曲
- 「あんた飛ばしすぎ!!」ももいろクローバーZ（2019年）
- 「MOON PRIDE」ももいろクローバーZ（2019年）
- 「ロードショー」ももいろクローバーZ（2020年）
- 「I am me」BiSH（2020年）
- 「Nightmare Before Catharsis」ももいろクローバーZ（2021年）[17]
- 「鋼の意志」ももいろクローバーZ（2021年）[17]
- 「HOLIDAY」ももいろクローバーZ（2022年）[18]
- 「昨日は戻らない」豆柴の大群（2022年）[18]
- 「Answer」ノースリーブス（2023年）[19]
- 「今宵、ライブの下で」ももいろクローバーZ（2023年）[19]